# 錦州 (唐朝)
锦州，唐朝时设置的州。
垂拱二年（686年）以辰州麻阳县地及开山洞置锦州。土贡：光明丹砂、犀角。二千八百七十二户，一万四千三百七十四口。下属五县：卢阳（今贵州省铜仁市漾头镇，704年移治今湖南省麻阳县锦和镇官村）、招谕（今湖南省凤凰县沱江镇）、渭阳（今贵州省江口县双江镇）、常丰（本万安，天宝元年（742年）更名常丰，今重庆市秀山县中和镇）、洛浦（本属溪州，天授二年（691年）分辰州大乡县，长安四年（704年）属锦州，今湖南省吉首市旋潭村）。天宝、至德年间一度改名卢阳郡，宋朝废除锦州。州境在今湖南省凤凰县、麻阳苗族自治县、花垣县，贵州省铜仁市、松桃苗族自治县。
唐朝锦州刺史
- 成公虔裕（武周时）
- 甘元琰（神龙年间）
- 赵洁（723年—724年）
- 皇甫恂（725年）
- 胡某（元和年间）
- 范居实（唐昭宗时）